# Margaret Scrivener
Margaret Mary Burgoyne-Howse Scrivener (1922 - 11 septembre 1997) est une femme politique de l'Ontario (Canada). Elle est députée du Parti progressiste-conservateur à l'Assemblée législative de l'Ontario entre les années 1971 à 1985 et elle représente la circonscription de St. David, dans le centre-ville de Toronto. Elle reçoit le titre de la deuxième femme au Canada à occuper un poste au sein du cabinet, avec son titre de ministre dans le gouvernement du premier ministre de l'Ontario Bill Davis.

## Parcours
Scrivener est née à Toronto et fait ses études à l'école St. Mildred's-Lightbourn. Elle travaille pour le journal Toronto Telegram pendant ainsi qu'après la Deuxième Guerre mondiale et couvre les traversées historiques du lac Ontario par Marilyn Bell. Elle est également active dans plusieurs groupes communautaires de Rosedale et est une figure importante dans la lutte pour préserver les ravins du développement. Elle est présidente de l’Ontario Planning Association et membre du Metropolitan Toronto Planning Board. De 1962 à 1970, elle et son mari possèdent une ferme laitière de 120 hectares près de Keswick, en Ontario.
Scrivener est une pianiste talentueuse et compte Mozart ainsi que Chopin parmi ses compositeurs préférés. Elle est décédée en 1997, à l'âge de 75 ans.

## Politique
Lors des élections provinciales de 1971, elle se présente comme députée progressiste-conservatrice dans la circonscription de St. David, au centre-ville de Toronto. Elle bat le candidat du NPD Giles Endicott par 2 603 voix. Peu avant son entrer au sein de L'Assemblée législative on lui diagnostique un Cancer du sein, cependant elle ne partage pas cette information avec ses collègues. Elle est une partisane d'arrière-ban du gouvernement du premier ministre Bill Davis, puis elle est nommée assistante parlementaire en 1974. Elle est réélue en 1975 avec une marge plus faible que la dernière fois contre le candidat du NPD Jim Lemon et la candidate libérale June Rowlands. Le 7 octobre 1975, elle est nommée au cabinet par le premier ministre Bill Davis en tant que ministre des Services gouvernementaux, devenant ainsi la deuxième femme siégeant dans un cabinet au Canada. Après un remaniement ministériel le 3 février 1977, elle est nommée ministre du Revenu.
Lors des élections provinciales de 1977, Scrivener bat son adversaire du Nouveau Parti démocratique, Gordon Cressy, par 836 voix. Puis, elle est renvoyée du cabinet le 21 janvier 1978 et passe le reste de sa carrière législative en tant que députée d'arrière-ban. Lors des élections provinciales de 1981, elle bat le futur procureur général libéral Ian Scott par 1 022 voix.
Elle ne se représente pas lors des élections de 1985. Peu de temps avant sa retraite officielle en tant que premier ministre, Davis nomme Scrivener présidente de la Commission d'indemnisation des victimes d'actes criminels. Bien que beaucoup la considéraient comme une conservatrice modérée, Scrivener a tous de même soutenu Frank Miller en janvier 1985 comme candidat pour succéder à Davis à la tête du Parti progressiste-conservateur.